# Germantown (Wisconsin)
Germantown è un villaggio degli Stati Uniti d'America situato nella contea di Washington nello Stato del Wisconsin. La popolazione era di 19,749 persone al censimento del 2010. Il villaggio è circondato dalla town di Germantown. Nel luglio 2007, Germantown era al 30º posto nella lista dei migliori luoghi per vivere negli Stati Uniti secondo il Money Magazine.

## Geografia fisica
Germantown è situata a 43°13′23″N 88°07′13″W (43.223206, -88.120433).
Secondo lo United States Census Bureau, ha un'area totale di 34,45 miglia quadrate (89,23 km²).

## Società

### Evoluzione demografica
Secondo il censimento del 2010, c'erano 19,749 persone.

### Etnie e minoranze straniere
Secondo il censimento del 2010, la composizione etnica della città era formata dal 92,6% di bianchi, il 2,2% di afroamericani, lo 0,2% di nativi americani, il 3,1% di asiatici, lo 0,5% di altre razze, e l'1,4% di due o più etnie. Ispanici o latinos di qualunque razza erano il 2,0% della popolazione.